# Пік Тукуч
Пік Тукуч або Тукуч-Пік (англ. Tukuche Peak) — гора в Азії, висотою — 6920 метрів, у гірському масиві Дхаулагірі-Гімал в Гімалаях на території центральної частини адміністративної зони Дхаулагірі (Західний регіон) у Непалі.

## Географія
Шоста за висотою самостійна гора гірського масиву Дхаулагірі-Гімал. Вершина розташована у крайній східній частині цього масиву, та є частиною гірського ланцюга між вершинами Дхаулагірі I (8167 м) — на південному заході та Таші-Канґ (6386 м), Пік Європа (6403 м) і Царце (6343 м) — на північному сході. Пік Тукуч являє собою масивну величну гору, вкриту великою сніго-льодовою шапкою, з двома вершинами: Пік Тукуч Головна та Пік Тукуч Західна (6848 м), яка лежить за 1,44 км на північний захід від головної і пов'язана з нею хребтом з високогірним сідлом висотою 6570 м.
Адміністративно вершина розташована на території центральної частини адміністративної зони Дхаулагірі (Західний регіон) у Непалі, за 70 км на південний захід від кордону з Китаєм, за 340 км на захід — північний-захід від гори Еверест (8848 м) та за 207 км на північний-захід від столиці Непалу — Катманду. На схід від Пік Тукуч лежить долина річки Калі-Ґандакі з селами Тукуч та Ларджунг. На північному заході лежить високогірне сідло «Французький
прохід» (5360 м), яке розділяє гірський ланцюг Дхаулагірі I — Пік Тукуч від гірського ланцюга Дхаулагірі II — Пута-Гюнчулі.
Абсолютна висота вершини 6920 метрів над рівнем моря. Відносна висота — 1043 м з найвищим сідлом (Нортест-Кол) 5877 м, між нею та батьківською вершиною. Топографічна ізоляція вершини відносно найближчої вищої (батьківської) вершини Дхаулагірі I — становить 8,44 км.

## Підкорення
10 травня 1969 року швейцарській експедиції вдалося досягти Головної вершини Пік Тукуч, а також її Західної вершини. Підйом був зроблений через перевал Дампус-Ла (5260 м) та північно-західний фланг до вершини. Це перше сходження здійснили Джордж Гартманн, Алоїс Стріклер та Шерпа Сонам Гірмі, вони піднялися на Головну вершину, а Альфред Гітц та Руді Гомбергер, цього ж дня — підкорили Західну. Через три дні Руді Гомбергер та Андреас Гірсбрюннер також піднялися на Головну вершину.
В наш час кілька туристичних агентств пропонують туристичні екскурсії на вершину Пік Тукуч.

## Галерея

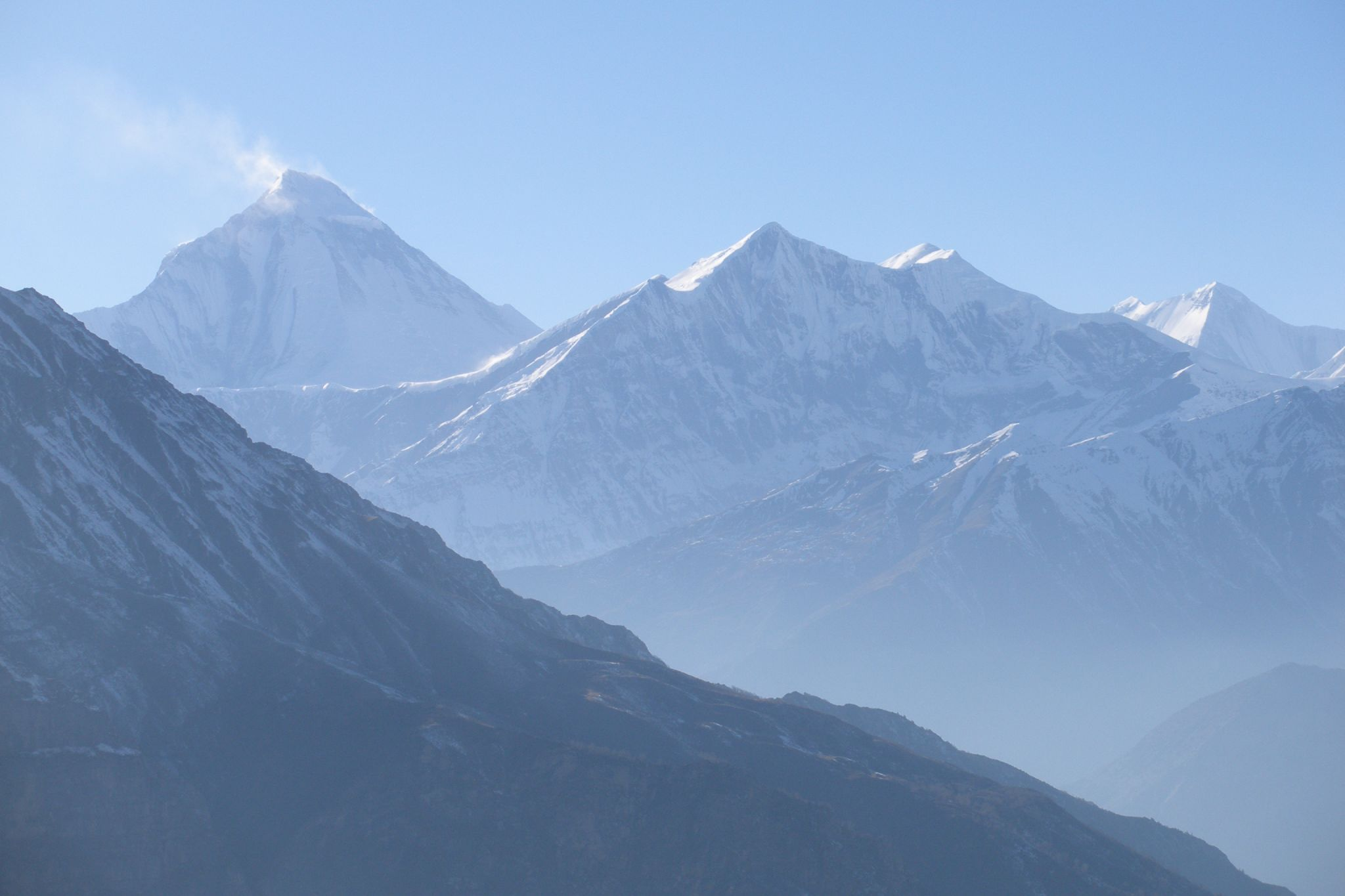
Дхаулагірі I (ліворуч), Пік Тукуч (в центрі) та Дхаулагри II (праворуч)
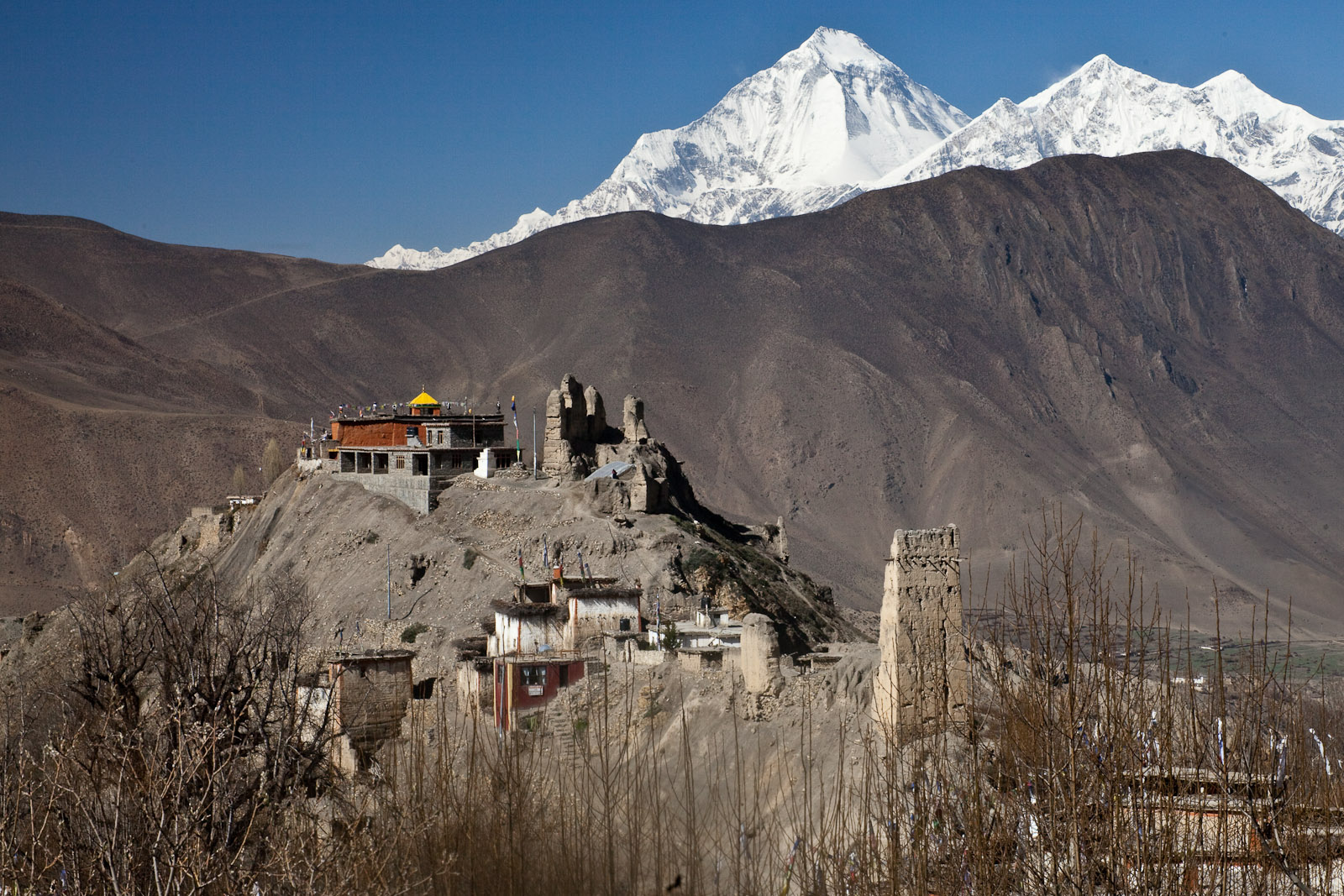
Пік Тукуч (крайній праворуч, на задньому плані)
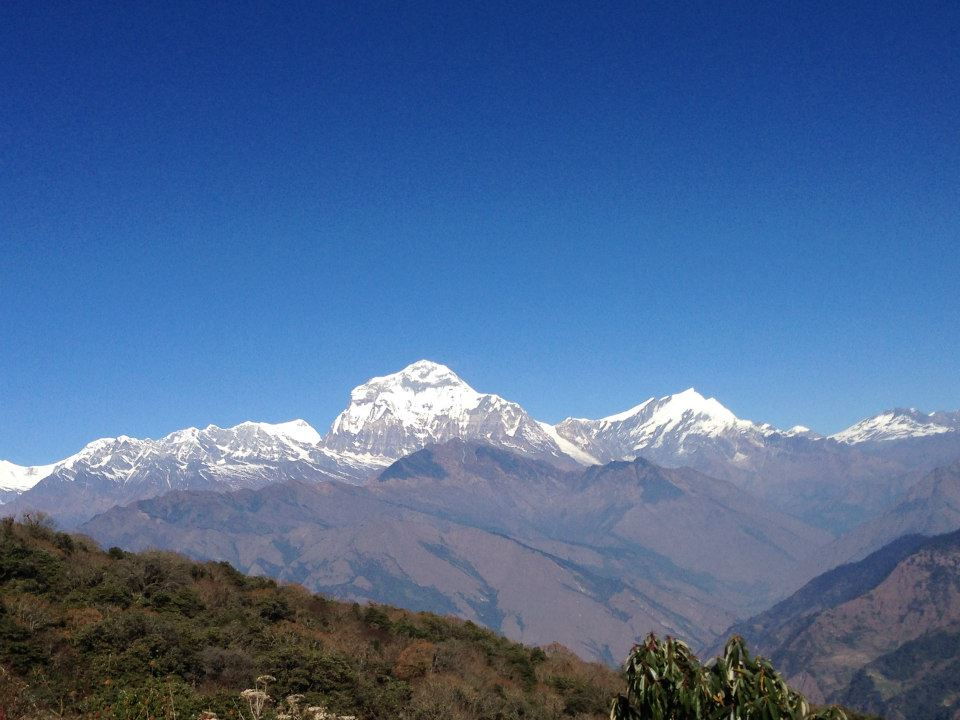
Дхаулагірі I (в центрі), Пік Тукуч (праворуч)